# Julavis
Julavis is een geslacht van sponsdieren uit de klasse van de Demospongiae (gewone sponzen).

## Soorten
- Julavis jamaicensis van Soest & Lehnert, 1997
- Julavis levis (Kirkpatrick, 1900)